# Euridice II di Macedonia
Euridice (in greco antico: Εὐρυδίκη?; Pella, 350-340 a.C. circa – Anfipoli, 317 a.C.) è stata una regina macedone antica.
Detta anche Adea, regnò col marito Filippo III Arrideo, successore di Alessandro Magno. Fu spodestata da Olimpiade d'Epiro in seguito alla cosiddetta "guerra fra donne" (317 a.C.) e in seguito imprigionata e costretta al suicidio.

Il "sole di Vergina", simbolo della dinastia reale argeade.

## Biografia

### Origini
Figlia del re di Macedonia Aminta IV di Macedonia, Euridice, il cui nome personale era Adea, rimasta orfana di padre in giovanissima età (Aminta fu infatti eliminato da Alessandro Magno alla sua ascesa al trono nel 336 a.C.), fu cresciuta dalla madre Cinane e da questa addestrata alle arti marziali. Cinane, figlia di Filippo II e sorellastra di Alessandro Magno era infatti un'esperta militare ed aveva addirittura partecipato ad alcune battaglie, fatto del tutto eccezionale per una donna.
Euridice accompagnò la madre nel suo ambizioso viaggio in Asia allo scopo di reclamare i diritti dinastici della figlia al trono di Pella in quanto discendente diretta della famiglia reale. Euridice era infatti discendente di re sia da parte di padre che di madre. Cinane fu però intercettata lungo il percorso ed uccisa da Alceta, fratello del reggente Perdicca, ma Euridice fu risparmiata per il rispetto nei suoi confronti come membro della casa reale. Addirittura Perdicca, per compiacere l'esercito, che mostrava in ogni caso benevolenza nei confronti dei familiari di Alessandro, favorì il matrimonio di Euridice col re Filippo III di Macedonia, fratellastro e successore di Alessandro Magno, che era un disabile mentale, nonché zio e cugino di Euridice stessa.

### Regina di Macedonia

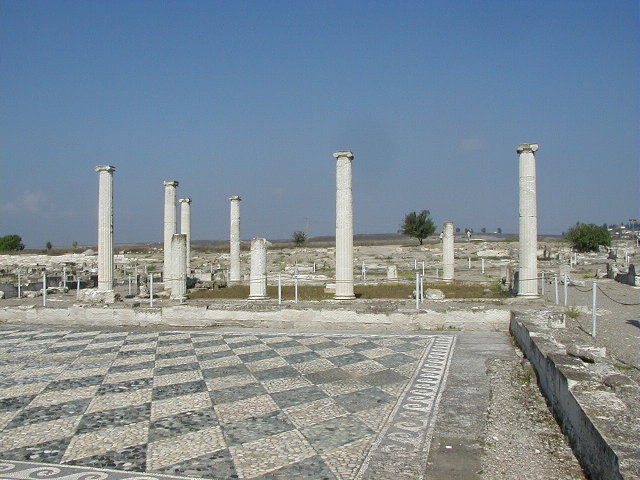
Atrio di una casa di Pella, capitale della Macedonia.

Come regina di Macedonia, Euridice partecipò alla spartizione di Triparadiso del 321 a.C. Nell'occasione, Antipatro fu nominato reggente al posto del defunto Perdicca e, sfruttando la sua nuova carica che si sommava a quella che già aveva di stratego d'Europa, ottenne pieni poteri dall'esercito, nonostante l'opposizione di Euridice che, contravvenendo alle tradizioni macedoni ed in generale dell'antica Grecia, si era rivolta direttamente alle truppe schierate per ottenere il loro appoggio. Il rivolgersi direttamente all'esercito era stato fino a quel momento una prerogativa esclusivamente maschile.
Alla morte di Antipatro (319 a.C.), la reggenza passò a Poliperconte ed Euridice si alleò con Cassandro I, figlio di Antipatro, nel suo tentativo, che successivamente sarebbe riuscito, di impadronirsi della Macedonia.

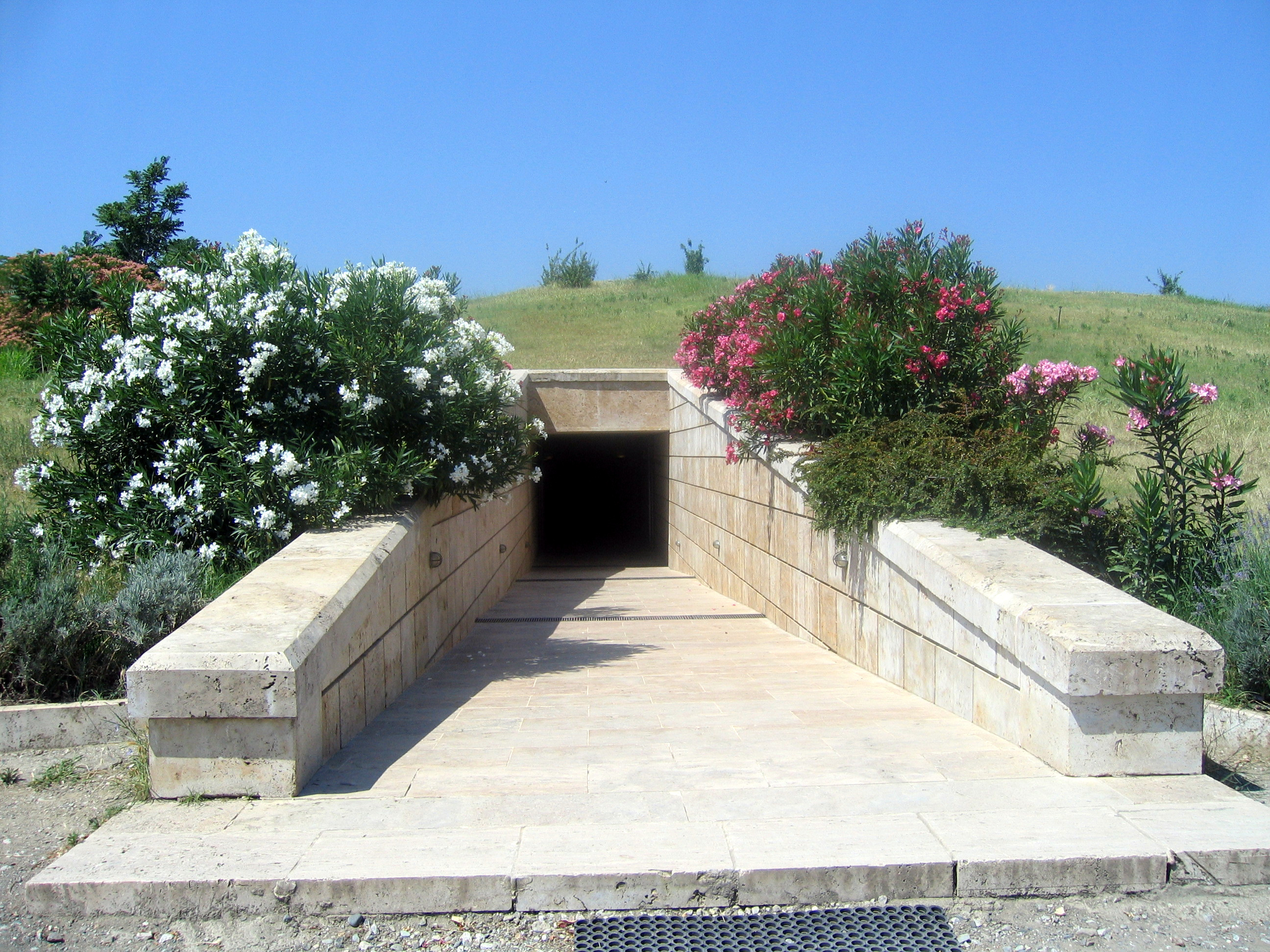
L'entrata al Museo di Vergina, dove sono custodite le tombe dei re macedoni.

Euridice preparò un esercito, che guidò personalmente, vestita da generale macedone, e venne affrontata da un'altra donna, Olimpiade d'Epiro, madre di Alessandro Magno e nonna di Alessandro IV di Macedonia, rivale del marito di Euridice alla successione al trono del grande condottiero. Il fatto del tutto inusuale che fossero due donne a dirigersi una contro l'altra in assetto di guerra era dovuto al motivo che la prima aveva un marito disabile mentalmente e la seconda un nipote ancora bambino. Duride di Samo, citato a sua volta da Ateneo, chiama questa lotta alla successione una "guerra fra donne" ("γενέσθαι πόλεμόν δύο γυναικῶν"), raccontando che Olimpiade aveva schierato l'esercito come un corteo bacchico accompagnato dai tamburi, mentre Euridice aveva disposto le truppe secondo l'uso macedone. La battaglia non ebbe nemmeno inizio: l'esercito di Euridice, non volendo combattere contro la madre di Alessandro, passò in massa al nemico abbandonando la regina, che fuggì col marito ad Anfipoli.

### Prigionia e condanna a morte

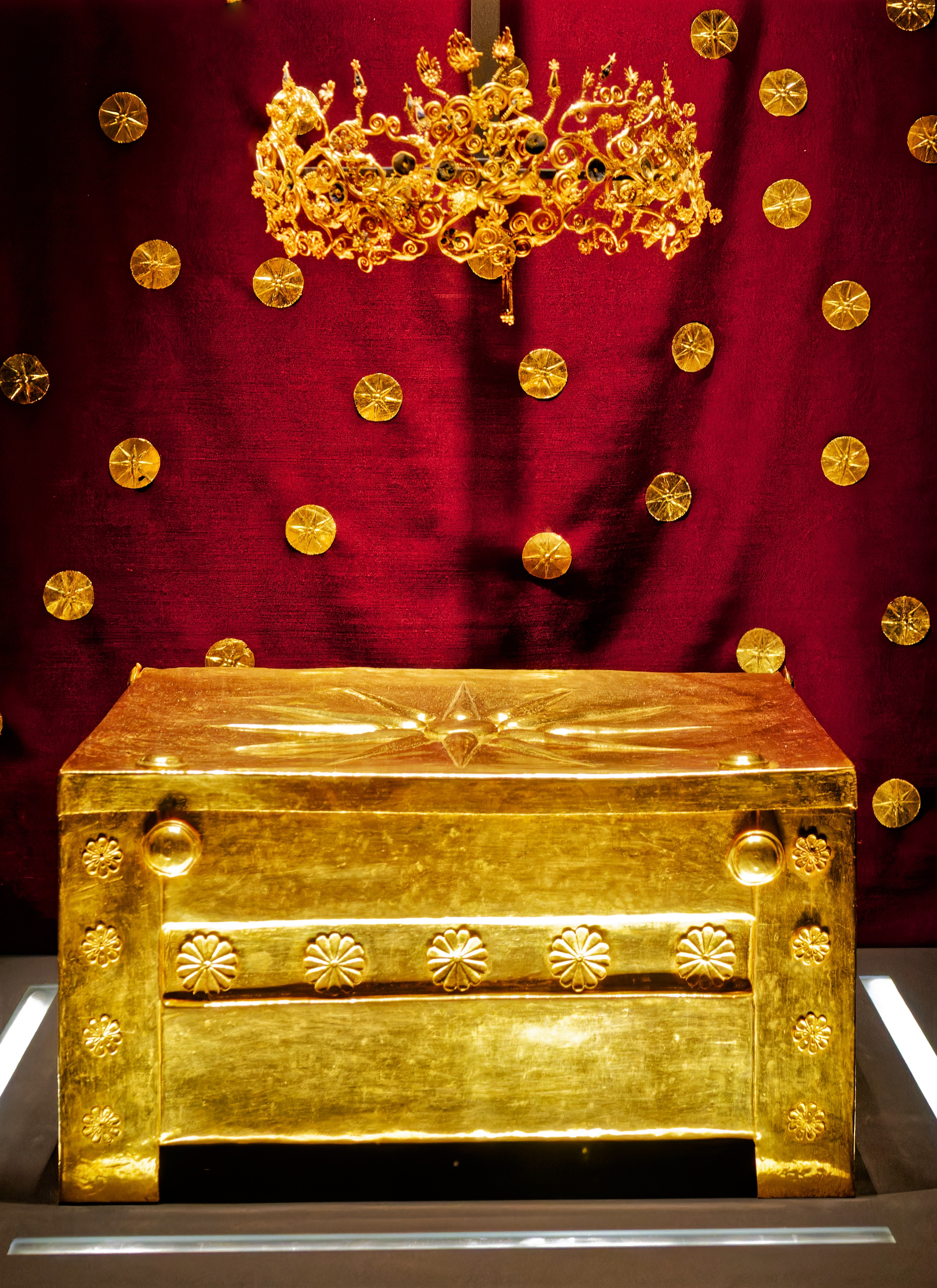
Ghirlanda funebre e urna d'oro di Meda di Odessa, in alternativa attribuita a Cleopatra Euridice e da alcuni a Euridice II, ritrovate nella prima sala della sepoltura di Filippo II.

L'esercito di Olimpiade e di Poliperconte, nel frattempo sopraggiunto, assediarono Anfipoli e catturarono Euridice ed il marito Filippo Arrideo. Quest'ultimo fu subito ucciso, mentre Euridice fu rinchiusa in un sotterraneo della città. Dopo qualche tempo, Olimpiade decise di eliminare la rivale e le fece avere una spada, una corda e una tazza di cicuta, facendole scegliere la modalità di suicidio obbligato. Euridice scelse la corda e si impiccò (317 a.C.).
Cassandro la fece seppellire assieme al marito a Vergina, nella tomba a tumulo della famiglia reale argeade. Il ritrovamento archeologico, nel 1977, dei sepolcri reali, ha permesso la possibile identificazione, secondo alcuni studiosi, dei resti di Euridice e di Filippo Arrideo presso la tomba di Filippo II, anche se altri studi escludono invece questa ipotesi, ipotizzando che Euridice e Filippo III siano stati sepolti da Cassandro nella tomba di Persefone detta tomba I, precedentemente di Nicesipoli, altra moglie di Filippo. Sebbene Filippo III, Euridice II e Cynane furono secondo le fonti sepolti assieme, solo alcune ossa maschili identificabili per alcuni nei resti di Arrideo sono state rinvenute dagli archeologi. Chi sostiene che Filippo III ed Euridice II siano nella tomba principale di Ege, pensa che Filippo II sia stato traslato altrove (tomba I) dal re Cassandro.